# Тафт (Флорида)
Тафт (англ. Taft) — переписна місцевість (CDP) в США, в окрузі Орандж штату Флорида. Населення — 2221 особа (2020).

## Географія
Тафт розташований за координатами 28°25′42″ пн. ш. 81°22′1″ зх. д. / 28.42833° пн. ш. 81.36694° зх. д. (28.428237, -81.366968).  За даними Бюро перепису населення США в 2010 році переписна місцевість мала площу 2,69 км², з яких 2,64 км² — суходіл та 0,05 км² — водойми.

## Демографія
Згідно з переписом 2010 року, у переписній місцевості мешкало 2205 осіб у 766 домогосподарствах у складі 536 родин. Густота населення становила 820 осіб/км².  Було 865 помешкань (322/км²).
Расовий склад населення:
| - 77,1 % — білих - 8,9 % — чорних або афроамериканців - 2,4 % — азіатів - 0,5 % — корінних американців - 7,6 % — осіб інших рас |

До двох чи більше рас належало 3,5 %. Частка іспаномовних становила 32,2 % від усіх жителів.
За віковим діапазоном населення розподілялося таким чином: 25,9 % — особи молодші 18 років, 63,8 % — особи у віці 18—64 років, 10,3 % — особи у віці 65 років та старші. Медіана віку мешканця становила 36,6 року. На 100 осіб жіночої статі у переписній місцевості припадало 106,7 чоловіків;  на 100 жінок у віці від 18 років та старших — 106,2 чоловіків також старших 18 років.
Середній дохід на одне домашнє господарство  становив 37 708 доларів США (медіана — 28 551), а середній дохід на одну сім'ю — 39 149 доларів (медіана — 29 444). Медіана доходів становила 26 850 доларів для чоловіків та 34 922 долари для жінок. За межею бідності перебувало 28,3 % осіб, у тому числі 50,0 % дітей у віці до 18 років та 37,1 % осіб у віці 65 років та старших.
Цивільне працевлаштоване населення становило 713 осіб. Основні галузі зайнятості: мистецтво, розваги та відпочинок — 22,2 %, роздрібна торгівля — 20,6 %, науковці, спеціалісти, менеджери — 17,4 %.